# 段ボール製自転車

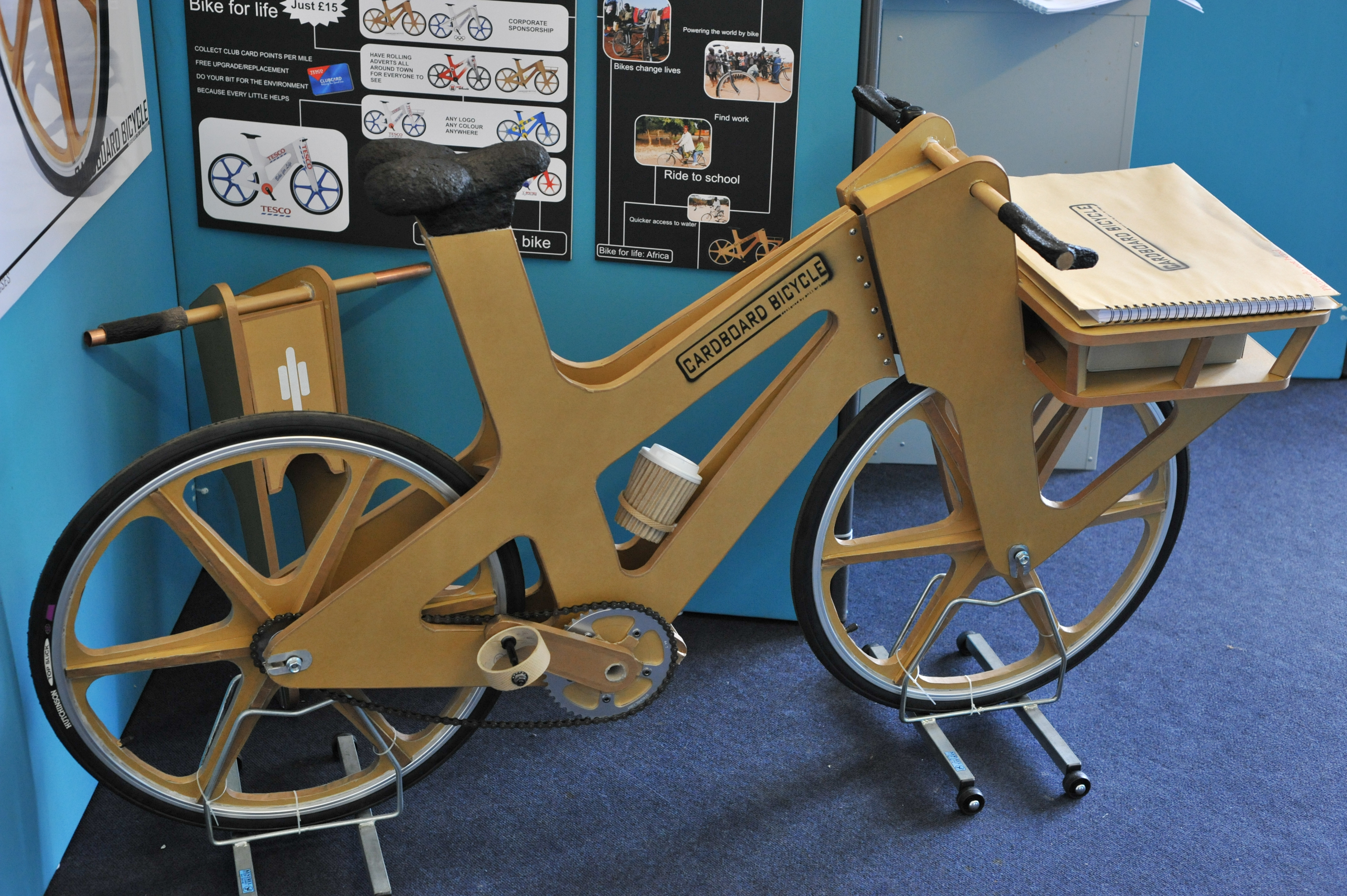
シェーフィールド・ハラム大学での工業デザインの展示会にて。(2008英国)

段ボール製自転車（だんボールせいじてんしゃ、英語:Cardboard bicycle）とは、段ボールでフレームなどが構成された自転車である。チェーンなどの伝動部分と車輪以外はほぼ段ボール製にされたものが考案され、軽量である。英国の大学生が試作したのがはじまりで、後にイスラエルでも開発される。
段ボール製の自転車は、2008年、英国・シェーフィールド・ハラム大学で工業設計を学ぶ学生フィル・ブリッジ (Phil Bridge) が最初に作り上げた。重量制限は約76キロ（168ポンド）。フレーム部分は工業用包装の段ボールで製作し、その費用は6ドルで、他の部品費用が24ドルほどで、合わせて30ドルで設計された。ブリッジは環境対策と、自転車のコストを下げることを目的に製作した。「環境に優しい自転車」、「濡れても壊れません」、「枠を超えたデザイン」と紹介するものもあった。シェーフィールド・ハラム大学は自転車盗難の防止になるという。
2012年、イスラエルのイズハル・ガフニ（又はイツハール・ガフニ。Izhar Gafni）は、フレームの大半が段ボール製の自転車を開発した。イズハルはもともと自動生産ラインの設計の専門家、かつ元軍人で、企業家であるが、段ボールでカヌーを作ったというニュースに触発され、自転車が好きであったため、約1年半の歳月をかけて完成させた。ジャンボジェットの製作もはじめは不可能と技術者は言われたというエピソードを励みにしたと語る。段ボール製自転車の重さは約9キロ。この自転車の製作は、段ボールを自転車の形に切断し、有機溶剤で防水処理と防火処理を行い、更に段ボール表面を塗装する。この加工をされた段ボールはプラスチックのような強度があり、140キログラムまでの荷重に耐え、雨にも強いとイズハルは言う。イズハルは「基本的なアイデアは日本の折り紙みたいなもの」とし、段ボールを折り曲げて強度を持たせて接着し、サドルなどの自転車を形成した。さらに、リサイクル部品を採り入れ、ペダルと車輪などがリサイクル材料であり、タイヤはメンテナンスを考慮して自動車の古タイヤが再利用された再生ゴムのノーパンクタイヤである。イズハルは、量産化で部品のコストが9ドル/1台となり、販売価格も約20ドル以下となると述べる。「とても安価で、盗む必要もないくらいだ」とイズハルは言う。そして、貧困国へ無料提供も可能だとも語った。日本では低価格の自転車として伝えられた。「スマートな逸品」と評するものもいる。この自転車のプロトタイプの一つは、現代の自転車の例としてシカゴ科学産業博物館に展示された。2013年、イズハルが段ボール製自転車を生産する資金を調達する準備を行っていることが報じられた。
2013年の日本では、段ボール製の組立て式子供用自転車が販売された。これは2-6歳、体重30キログラム以下向けで、大人と一緒に接着剤で自作する。強化段ボールを用いてあり、ペダルは無く地面を蹴って進む自転車である。
日本設計工学会は1996年 - 2002年までの「高校生のための研究成果発表会」において、募集テーマの一部に紙製自転車の製作を設定し、工業高等学校の生徒などにアイディアを発表させた。日本の幾つかの大学では創造性を養う教育の一環として、工学部で設計などを学ぶ学生などが、段ボール製自転車の発表会（競技会）を行っている。システムエンジニアの社員研修に紙製自転車の製作を行う日本の企業もある。